# نیکوغایوس آدونتس
نیکوغایوس آدونتس (انگلیسی: Nicholas Adontz; ‏۱۰ ژانویهٔ ۱۸۷۱ – ۲۷ ژانویهٔ ۱۹۴۲) یک تاریخ‌نگار اهل ارمنستان در زمینه مطالعات بیزانس و ارمنی شناسی بود.

## کتابشناسی
- Histoire d'Arménie (۱۹۴۶)
- Armenia in the Period of Justinian: the Political Conditions based on the Naxarar System (۱۹۰۸

## نگارخانه

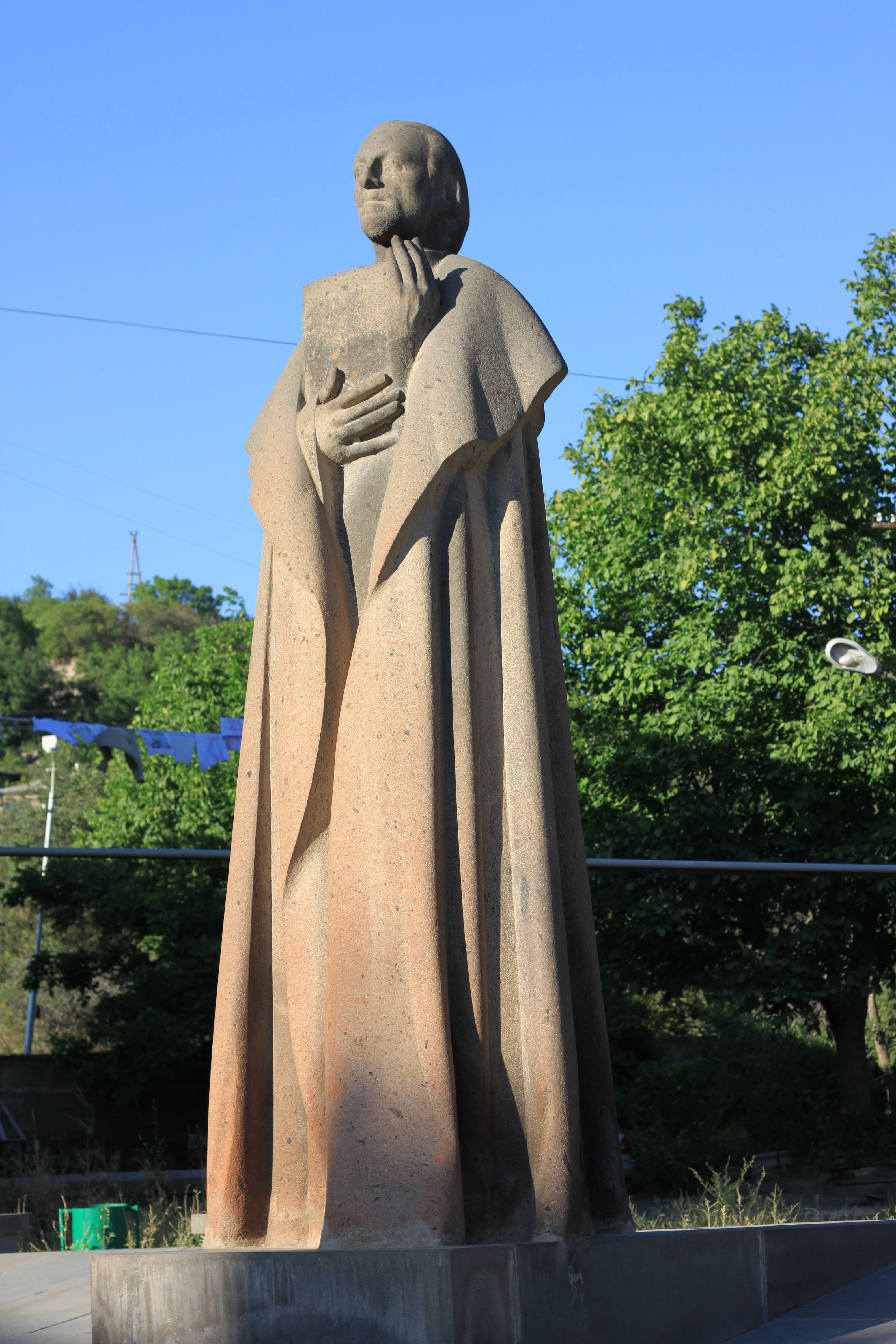